# Zerhamra
Zerhamra, também grafada Zaghamra, é uma vila localizada na comuna de Béni Abbès, na província de Béchar, Argélia. Se encontra abaixo das cordilheiras de Ougarta do deserto do Saara. Uma estrada local liga a vila à rodovia N6, perto da cidade de Béni Abbès a 35 quilômetros (22 milhas) a nordeste.